# Шотландська незалежність
Шотландська незалежність (англ. Scottish independence; шотл. гел. Neo-eisimeileachd na h-Alba) — політична мета деяких політичних та громадських рухів за відновлення суверенітету Шотландії та її виходу зі складу Сполученого Королівства.
З правила, в залежності від політичних поглядів на цю мету, називається або відновленням шотландської незалежності, або шотландським сепаратизмом.
Шотландський уряд провів референдум про незалежність Шотландії 18 вересня 2014 року і мав намір у випадку його успіху проголосити незалежність у березні-квітні 2016 року. З цією метою Шотландський уряд склав детальний план дій із готування й переходу до незалежності. Після виходу Великої Британії зі складу Європейського Союзу шотландський уряд говорить про ще один можливий референдум про незалежність Шотландії, звісно британський уряд не підтримує цю ідею.

## Історія

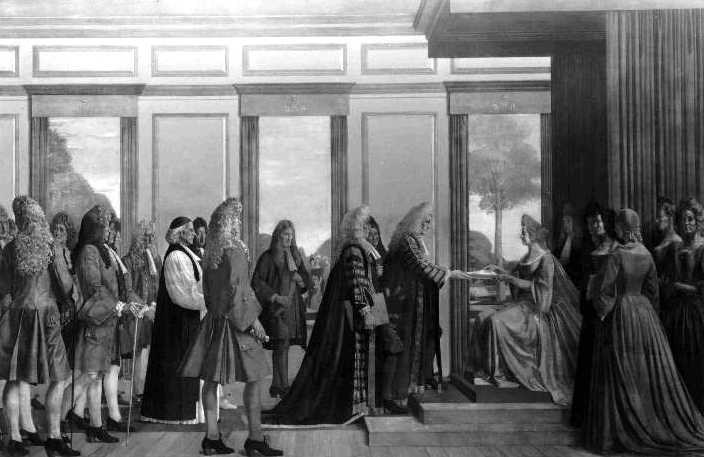
Картина Вальтера Томаса Моннінгтона «Об'єднання парламентів Англії та Шотландії 1707 року»

Шотландія була незалежною державою з 843 по 1707 рік. Візит короля Георга IV в Шотландію 1822 року (перший візит правлячого монарха з 1650) з одного боку приніс деяку стабілізацію в Шотландії, з іншого боку надихнув прихильників незалежності на створення Шотландського уряду.
До середини XIX століття в Шотландії все більш виразно висловлювалася думка про створення свого самоврядного уряду. Уперше питання про самостійність шотландської асамблеї було порушене 1853 року, але розуміння знайшло, як не дивно, лише в консервативних колах, де помічали, що Ірландія отримала більше самоврядування, ніж Шотландія. 1885 року було відновлено міністерство у справах Шотландії та посаду секретаря в справах Шотландії при Уряді Великої Британії.
На початку XX століття рух за незалежність Шотландії набирав дедалі більшу силу. 1921 року утворилася Шотландська національна ліга. Спочатку вона не підтримувала повної незалежності Шотландії, а лише прагнула розширити її самоврядування. Під той час повна незалежність уважалася за малоймовірну.

### 1970-ті
Відкриття родовищ в Північному морі біля східного узбережжя Шотландії зактивізувало дебати про повний суверенітет Шотландії. Шотландська національна партія запустила програму «Це шотландська нафта», вважаючи, що відкриття родовищ нафти може послугувати незалежності Шотландії, і кошти виручені за нафту можуть піти на користь однієї Шотландії, а не всьому Сполученому Королівству.
1978 року відбувся референдум про створення спеціального законодавчого органу в Шотландії. Утім, повноваження нового органу державної влади були серйозно обмежені. За створення шотландської асамблеї проголосувало 51,62 % виборців, проти 48,38 %. Незважаючи на перемогу, лейбористський уряд Великої Британії відмовився визнати результати референдуму, вважаючи, що така мала перевага не відображає повноти думки жителів Шотландії. До того ж за умовами референдуму для створення парламенту потрібні були голоси 40 % жителів Шотландії. При загальній явці в 63,6 %, виявилося, що лише 32,9 % проголосували ствердно. Відмова уряду в створенні шотландської асамблеї призвела до політичної кризи, частина депутатів від Шотландії висловила вотум недовіри Уряду Великої Британії. Яко вислід уряд було відправлено у відставку. На виборах, що відбулися травневих виборах 1979 року впевнену перемогу здобула Консервативна партія на чолі з Маргарет Тетчер. Питання про створення Шотландського парламенту було відкладено на довгі 20 років.

### Передача повноважень

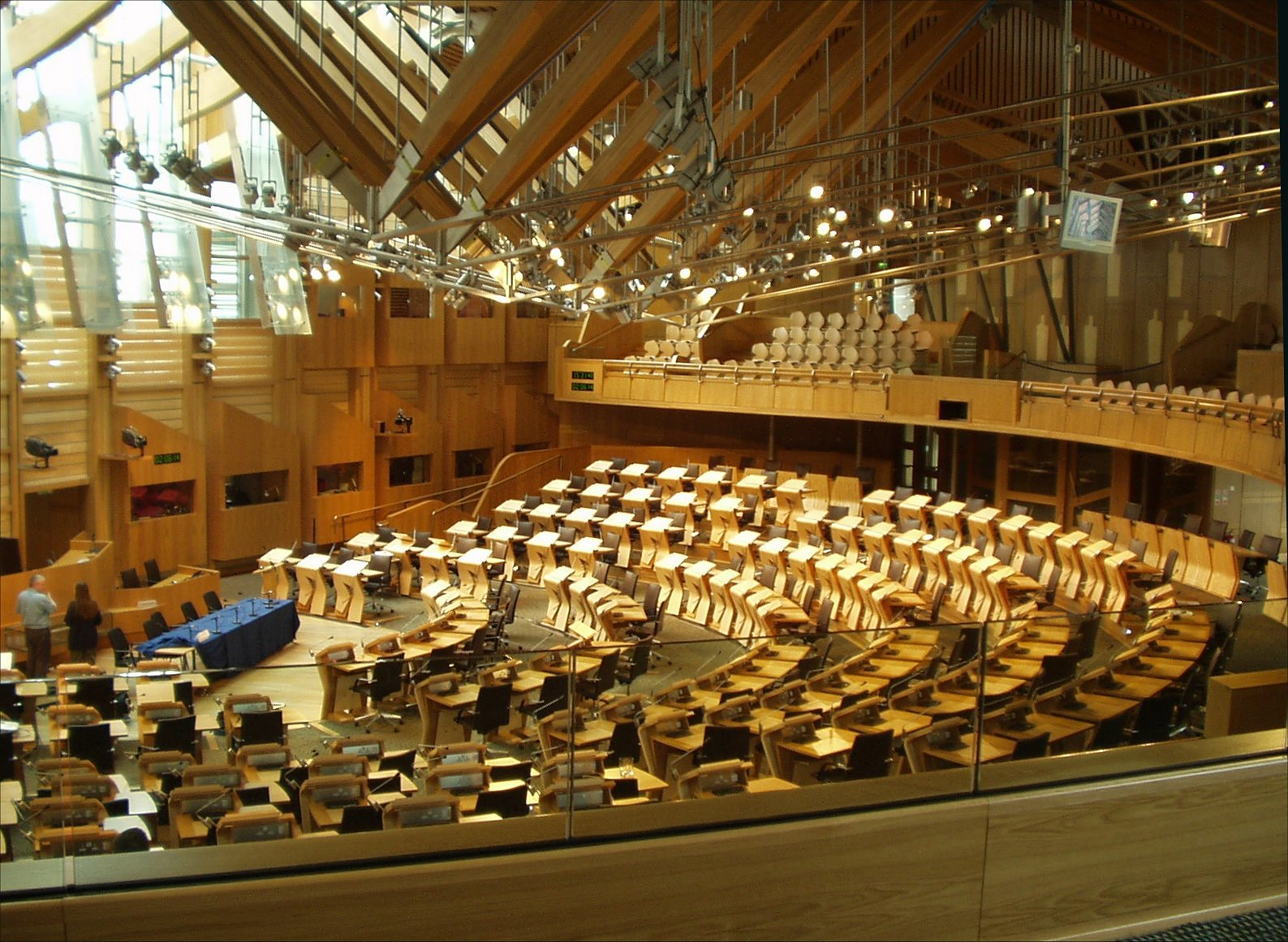
Зал засідань шотландського парламенту

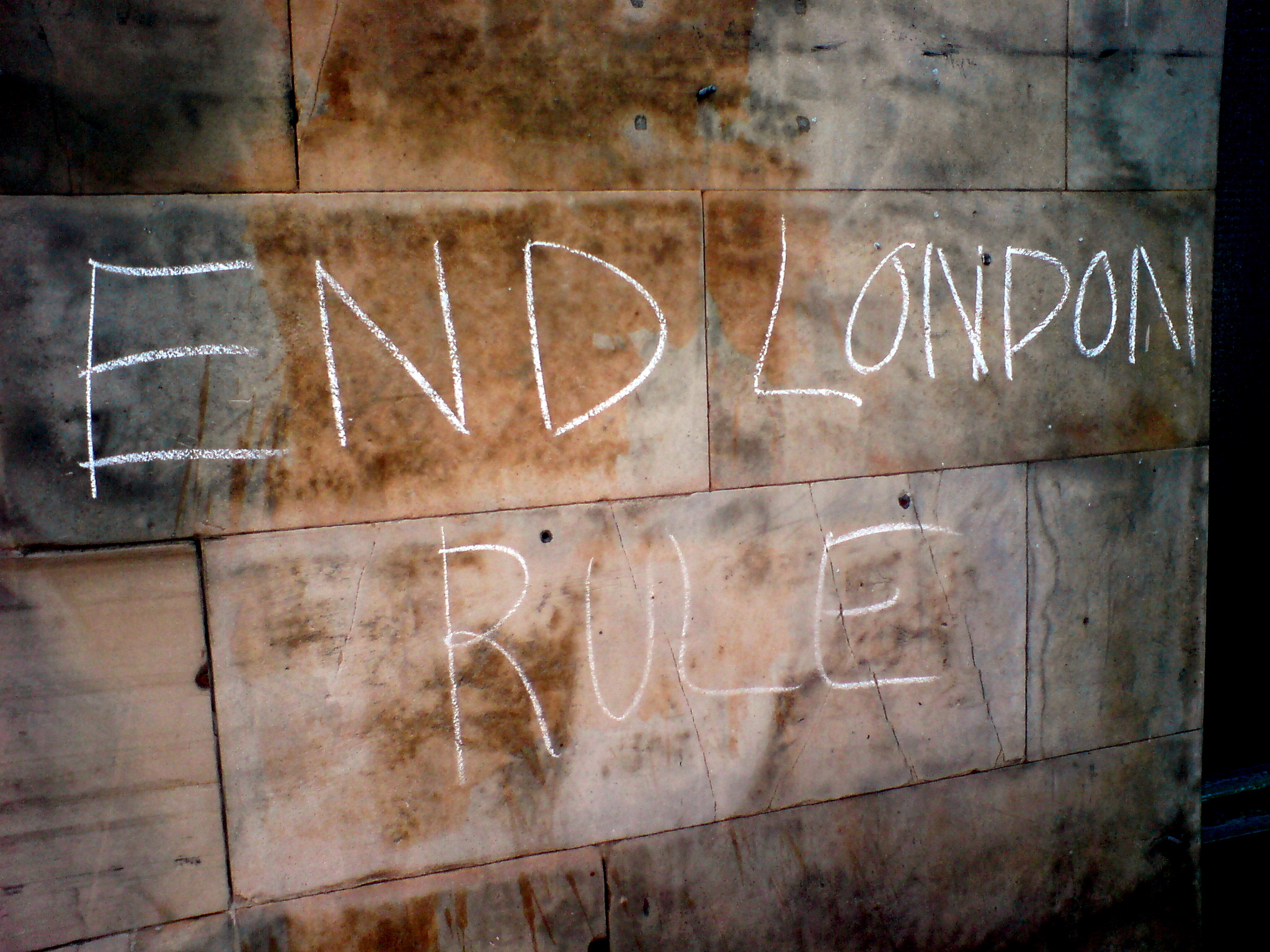
Націоналістичний напис в Единбурзі Покінчимо з правлінням Лондона

Провал референдуму 1979 року не привів на початку до консолідації політичних сил шотландських прихильників незалежності. Погляди шотландських політиків серйозно різнилися. Частина продовжувала виступати за повну незалежність Шотландії, помірні націоналісти вимагали часткового суверенітету.
1988 року в Шотландії був створений Шотландський Конституційний конвент, який об'єднав представників різних партій, громадських рухів та церков. 1989 року Шотландський Конституційний конвент прийняв заяву про повну незалежність Шотландії, цей документ не мав жодної юридичної сили, але зміг консолідувати багатьох прихильників незалежності, що призвело в кінцевому підсумку до виборів 1998 року.
Проти створення Шотландського парламенту традиційно виступала Консервативна партія, представники якої побоювалися, що створення Шотландського парламенту може призвести до повного суверенітету Шотландії. На загальних виборах 1997 року Консервативна партія на чолі з Джоном Мейджором програла вибори лейбористам. Після виборів лейборист Дональд Дьюар, секретар у справах Шотландії заявив про можливість проведення нового референдуму про створення Шотландського парламенту.
На референдумі, що відбувся у вересні 1997 року, 74,3 % (44,87 % від загальної кількості виборців) схвалили створення Шотландського парламенту. 1998 року Парламент Великої Британії постановив Акт про Шотландію 1998 року, відповідно до якого в Шотландії створювалися власний парламент та адміністрація — аналог кабінету міністрів.
Шотландський парламент — це однопалатний законодавчий орган, що складається з 129 депутатів, 73 з яких обираються за мажоритарною системою від різних округів, а 56 обираються за спеціальною додаткової (змішаної) системі. Ще одного члена парламенту призначає своїм указом Королева за поданням депутатів. Призначається член парламенту є лідером партії, що перемогла і стає главою шотландка адміністрації.
Першим главою шотландської адміністрації став Дональд Дьюар, лідер шотландських лейбористів. Шотландська національна партія на перших виборах стала опозиційною партією.

## Референдум про повний суверенітет

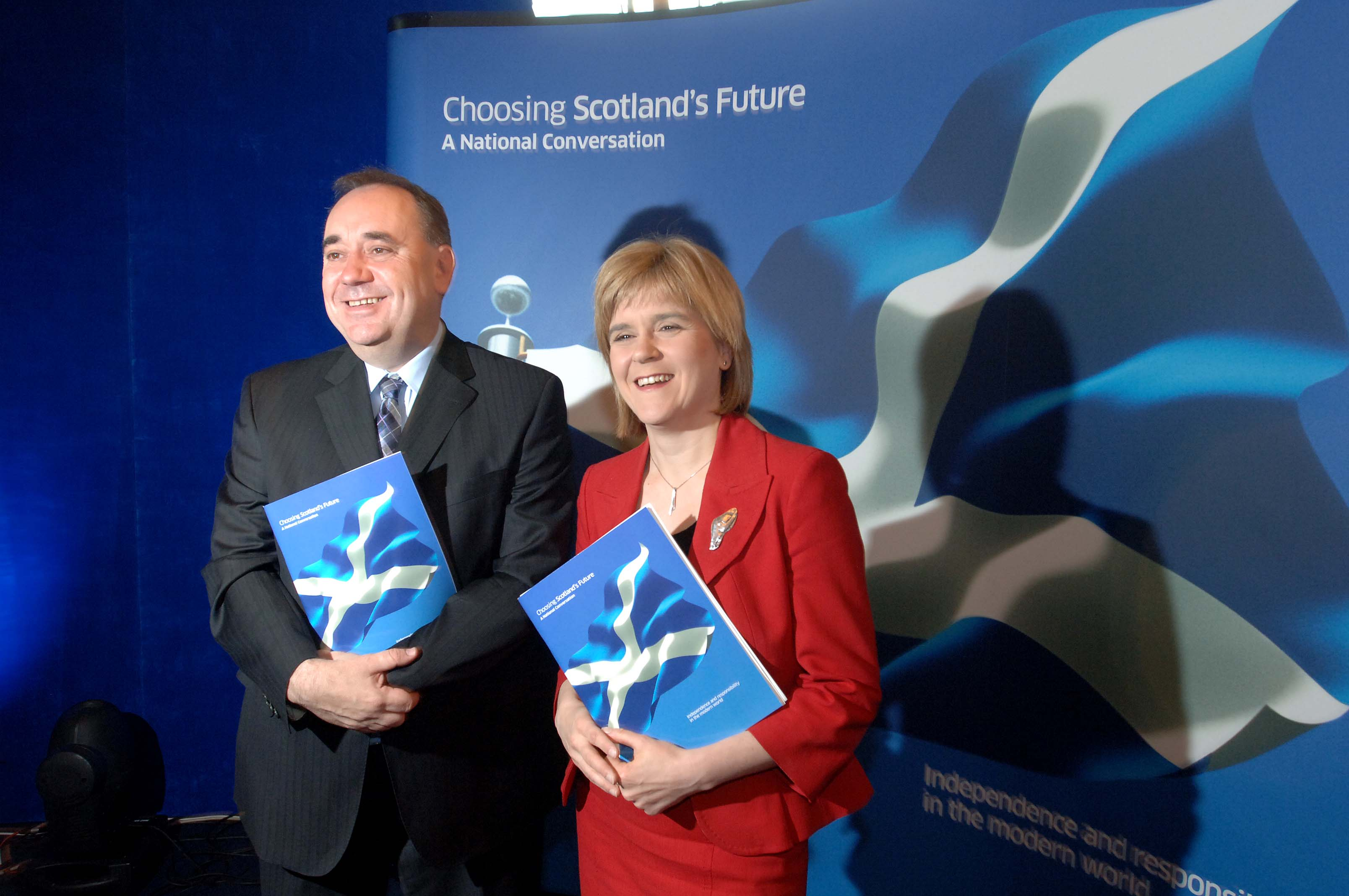
Перший міністр Шотландії Алекс Салмонд та його заступник Нікола Стерджен, 14 серпня 2007 р.

Під час виборчої компанії 2007 року Шотландська національна партія обіцяла в разі перемоги провести референдум про повний суверенітет Шотландії не пізніше 2010 року. Після перемоги на виборах націоналісти взяли Білу книгу про майбутнє Шотландії, в якій викладені варіанти майбутнього Шотландії, а також її повний державний суверенітет. Ряд британських політиків, у тому числі прем'єр-міністр Великої Британії шотландець Гордон Браун, різко засудили прийнятий документ. Переможені партії об'єдналися проти партії націоналістів, що не дало останнім прийняти важливе рішення про призначення референдуму про суверенітет Шотландії. Голосування пройшло 25 січня 2010 року, на якому референдум планувалося призначити на 30 листопада (День св. Андрія). Як спочатку очікувалося, рішення так і не було прийнято під час голосування. 2010 року було оголошено про те що призначення референдуму не буде можливим до нових виборів до парламенту 2011 року.
На вибори 2011 року ШНП йшла з програмою в якій проведення референдуму про незалежність Шотландії було основною метою в разі перемоги. Шотландська національна партія отримала абсолютну більшість в парламенті, після чого сформував уряд Шотландії під повністю своїм контролем. Одразу після перемоги Алекс Салмонд заявив про намір провести референдум про незалежність в 2014 або 2015 році.
Перемога націоналістів та можливе проведення референдуму викликала суперечки серед британських політиків. Суперечки велися переважно з питання чи має право парламент Шотландії призначати референдум. Багато політиків вважають, що голосування в Шотландії не матиме юридичної сили, оскільки суперечить низці пунктів Акту про Союз 1707 року.
У січні 2012 року прем'єр-міністр Великої Британії Девід Камерон та міністр у справах Шотландії Майкл Мур заявили, що проведення цього референдуму можливо, але вони не згодні з призначеними термінами та складом.
Кампанія по незалежності Шотландії була запущена 25 травня 2012 року. Алекс Салмонд закликав мільйон шотландців підписати заяву про підтримку незалежності Шотландії до проведення референдуму. Дана пропозиція була підтримана рядом знаменитостей шотландського походження, серед яких були Шон Коннері та Алан Каммінг.

## Законність
Частина британських юристів бачать незаконним рішення Шотландського парламенту про проведення референдуму, оскільки парламент Сполученого Королівства має повним суверенітетом на всій території Великої Британії.

## Міжнародна легітимність
Статут Організації Об'єднаних Націй закріплює право народів на самовизначення, Загальна декларація прав людини також гарантує право народів на зміну громадянства; Велика Британія є учасником обох документів. Політики шотландського та британського парламентів схвалили право шотландського народу на самовизначення.

## Підтримка незалежності
Найбільш активно ідею незалежності Шотландії підтримує Шотландська Національна партія, також за незалежність виступають Шотландська партія зелених, Шотландська соціалістична партія та Солідарність.
Серед плюсів незалежності виділяють:
- Принцип самовизначення — шотландці самі будуть вирішувати всі питання відносно Шотландії[34].
- Контроль за обороною та зовнішньою політикою — означає, що Шотландія надалі сама буде вибирати вступати, чи не вступати в будь-які міжнародні організації. Можливий вихід з НАТО і не вступ в ЄС[35].
- Без'ядерний статус.
- Контроль за видобутком нафти в Північному морі біля кордонів Шотландії, більша частина грошей буде залишатися в Шотландії, а не переходити до бюджету Великої Британії[36].
- Форма правління — шотландці самі можуть вибрати, залишатися їм монархією або вибрати республіканську форму правління[37].

## Супротивники незалежності
Проти шотландської незалежності виступають усі три великі партії Великої Британії. Також в Шотландському парламенті у націоналістів є серйозна опозиція в особі Шотландської Лейбористської партії, Шотландської Консервативної партії, шотландських ліберал-демократів. Проти незалежності виступають також відомі політики-шотландці, наприклад Джордж Галловей.
Супротивники незалежності виділяють переважно економічні мінуси незалежності. Можливо будуть порушені важливі економічні зв'язки з іншими частинами Великої Британії, також вони вважають що в умовах серйозної конкуренції в глобальній економіці Шотландії вигідно залишатися частиною такої сильної в економічному та політичному сенсі державі як Велика Британія.

## Громадська думка
Відносно незалежності в Шотландії було проведено безліч опитувань громадської думки. В середньому за повний суверенітет виступають від 32 % до 38 % населення Шотландії. Після приходу до влади Шотландської Національної партії кількість прихильників незалежності дещо знизилась . Водночас кількість прихильників проведення референдуму коливається від 70 % до 75 %..